# Estany de l'Estany
L'estany de l'Estany és un paratge del terme municipal de l'Estany, a la comarca natural del Moianès. És una antiga zona humida que va ésser dessecada al segle xvi per l'obertura de recs de drenatge i transformada en camps de conreu. L'estany va donar nom al municipi, ja que es troba al costat del nucli urbà, i apareix fins i tot a l'escut d'aquesta població. Es tractava d'una cubeta endorreica que recollia les aigües d'escorrentia i d'aflorament de l'aqüífer, donant lloc a un estanyol d'una superfície màxima de 7,6 hectàrees, que avui s'ha reduït a poc més de mitja hectàrea.

L'Estany de l'Estany, respecte del terme de l'Estany

L'obertura de l'anomenat Rec de les Nogueres impedeix actualment la inundació de la zona. Tanmateix, durant episodis de fortes precipitacions el rec no evita l'estanyament de l'aigua i l'estany reapareix amb caràcter temporal. La zona conserva unes poques mostres de flora i fauna associada a les zones humides al rec de les Nogueres (càrexs, bogues, alguns salzes aïllats, etc.).
La recuperació de l'estany és factible —exceptuant l'extrem N, on s'ha construït una instal·lació esportiva municipal— i més tenint en compte que el plantejament municipal qualifica la zona de protecció especial. Actualment hi ha un projecte impulsat per l'Ajuntament de l'Estany i l'Agència Catalana de l'Aigua, que té per objectiu recuperar l'estany. La zona és travessada per diverses línies elèctriques que caldria desviar. Hi ha una font al límit SW.
L'indret està situat a la part central del terme municipal, al sud-est del poble de l'Estany. És a llevant i al nord-est del Raval del Prat i a ponent del Serrat de l'Horabona, a migdia del poble de l'Estany. El travessa la carretera C-59.